# Les Voraces (Lyon)
Pour les articles homonymes, voir Les Voraces.

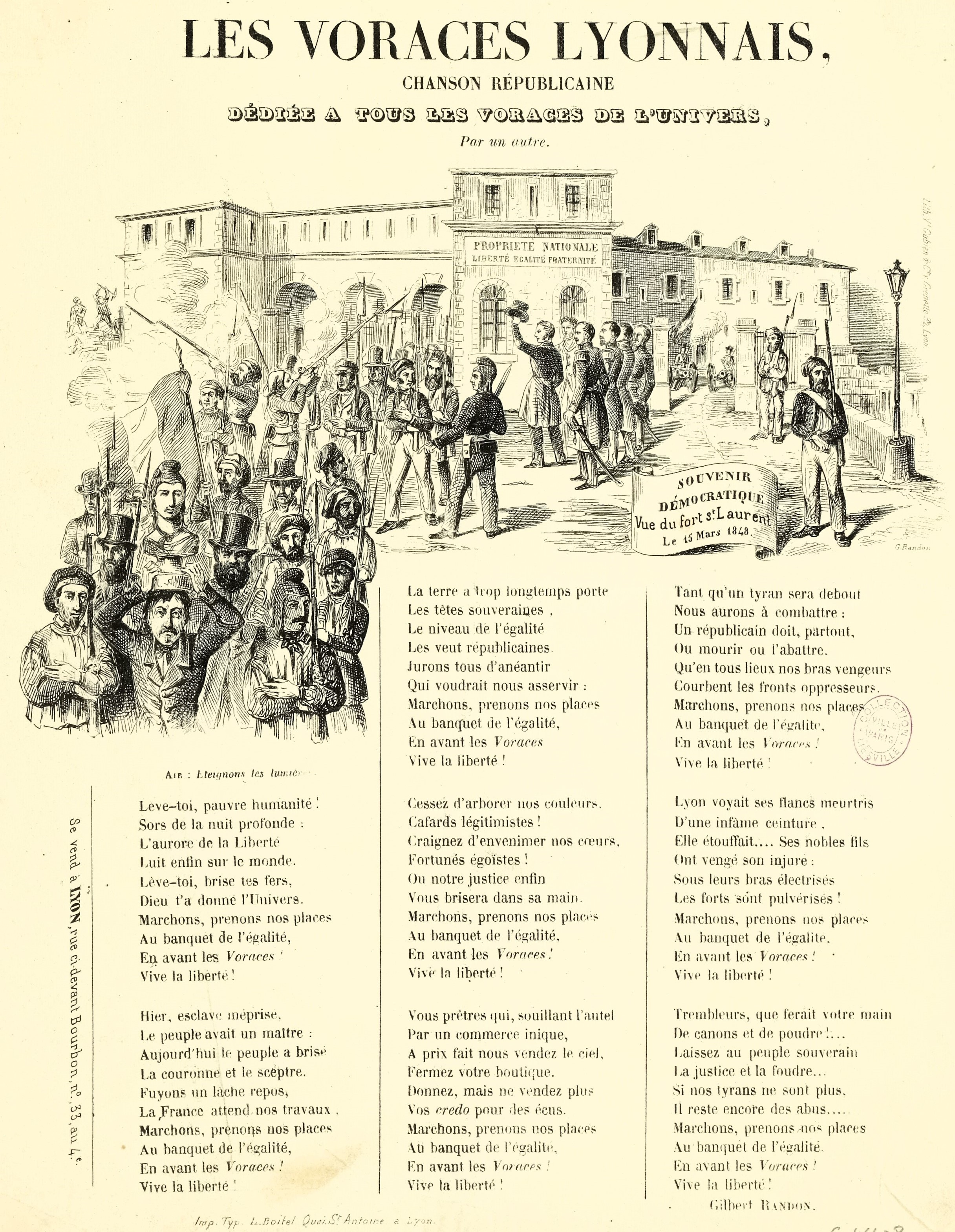
Les Voraces lyonnais, chanson républicaine dédiée à « tous les Voraces de l'univers », 1848.

Les Voraces désignent une société ouvrière lyonnaise regroupant des canuts (ouvriers de la soie), apparue à la Croix-Rousse en 1846, dans le contexte social agité des révoltes des canuts, et disparue réprimée en 1849.

## Origine
Le nom de « Voraces » viendrait du premier objectif « affiché » de la société, qui était de lutter contre la diminution par les cabaretiers du volume du pot de vin. Et plus globalement, dans un contexte économique difficile pour les ouvriers de la soie, ils étaient exigeant auprès des commerçants, réclamants des prix plus bas. 
Selon une autre hypothèse, « Voraces » viendrait du nom de « devoirants » ou « compagnons du devoir » donné à leur association compagnonnique.
Les Voraces se réunissaient dans les cabarets et auberges, en particulier chez la mère Maréchal, à l’angle de la rue des Fossés (aujourd’hui rue d'Austerlitz) et la rue du Mail qui, elle, vendait le vin au litre. On suppose qu'ils se réunissaient également dans la cour des Voraces.
Leurs beuveries pourraient avoir été une façade, leur permettant d'échapper aux surveillances policières. 
Les évènements qui suivirent semblent démontrer des motivations plus politiques. Les Voraces vont se positionner comme des défenseurs de la République, « partageux », héritiers de Chalier.

### D'après Joseph Benoit
Le républicain socialiste Joseph Benoît, figure importante du mouvement ouvrier lyonnais de 1848, donne également quelques pistes, dans ses mémoires « Confessions d'un prolétaire » :   

« Les Voraces dont le nom a tant effrayé la France, n'étaient pas, à l'origine , une société politique ; ils n'étaient pas non plus une société secrète »... « c'était simplement une réunion d'ouvriers ayant quelques articles de règlement, quelques signes conventionnels et aussi quelques formules, mais sans avoir le caractère de société politique et secrète, cette réunion était réellement l'une et l'autre »

— Joseph Marie Benoît,.

## Révoltes des Voraces (Lyon, février 1848)
Le 24 février 1848, après l’abdication de Louis-Philippe et la proclamation de la IIe République, les canuts descendent à Lyon et prennent possession de l’Hôtel de ville, de la Préfecture. Parmi eux se trouvent les Voraces. 
Le lendemain, le 25 février 1848, ils prennent les forts de la Croix-Rousse, dont ils pillent les dépôts d’armes. Ils s'emparent ainsi du bastion Saint-Laurent, du mont Sauvage, du bastion n°4 des fortifications, du bastion des Bernardines (boulevard de la Croix-Rousse), du fort de Montessuy et enfin du palais de justice. Ils hissent un peu partout le drapeau rouge et brûlent les métiers à tisser installés dans les communautés religieuses où des femmes et des enfants mal payés fabriquent de la soie.
Ils souhaitent alors assurer l’ordre républicain, reléguant la Garde nationale au second plan. Pendant les mois qui suivent, le pouvoir officiel doit vivre une cohabitation parfois difficile avec les Voraces.

## La république de Savoie (Chambéry, avril 1848)
Parmi les habitants de Lyon et de la Croix-Rousse, on compte alors un grand nombre d'ouvriers originaires de Savoie, dont certains sont gagnés par les idéaux de la révolution.
Le maire Démophile Laforest et le commissaire de la République Emmanuel Arago encouragent Les Voraces à organiser une marche sur Chambéry. Une colonne d'ouvriers savoyards, « composée de 600 à 700 hommes, dont 80 à peine étaient armés » quitte ainsi Lyon le 31 mars 1848. Ils espèrent instaurer la république en Savoie, qui dépend alors de la Monarchie de Turin. Mais ils fuient également la misère et le chômage qui sévissent à Lyon. 
Ils entrent dans Chambéry le 3 avril. Le pouvoir local, sans doute plus effrayé par la réputation des Voraces que par la réalité de leur armement, renonce d'abord à toute résistance. Les Voraces proclament la République et le ralliement de la Savoie à la France.  Ils essaient d'organiser une municipalité républicaine, présidée par Philibert Reveyron entouré de douze notables siégeant à l'Hôtel de ville.
Mais la résistance bourgeoise et cléricale s’organise le lendemain, faisant de nombreux prisonniers. La pression diplomatique française, et l'envoi de l'ambassadeur, permet de libérer les Français et les Savoyards compromis dans cette entreprise, ils sont expulsés vers la France.

## La répression des Voraces (Lyon, juin 1849)
En juin 1849, faisant écho au soulèvement des républicains parisiens, les Voraces tentent d’organiser une nouvelle insurrection et appellent au renversement du « Prince-Président » Louis-Napoléon Bonaparte. Leur mot d'ordre est : « Vive la Révolution démocratique et sociale. Vive la Montagne ! » L'insurrection est violemment réprimée, mettant fin à la Société des Voraces.

Hommage aux Voraces
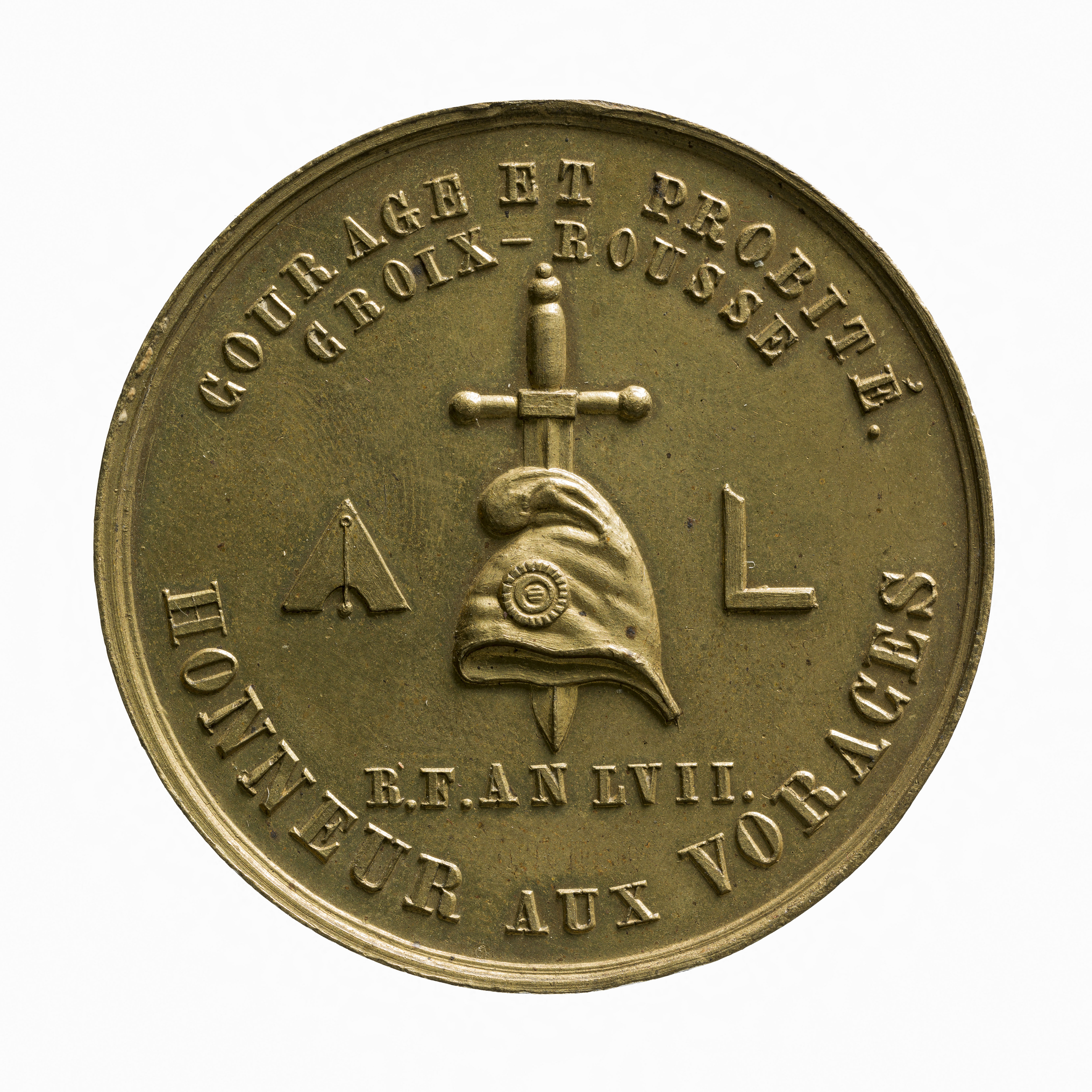
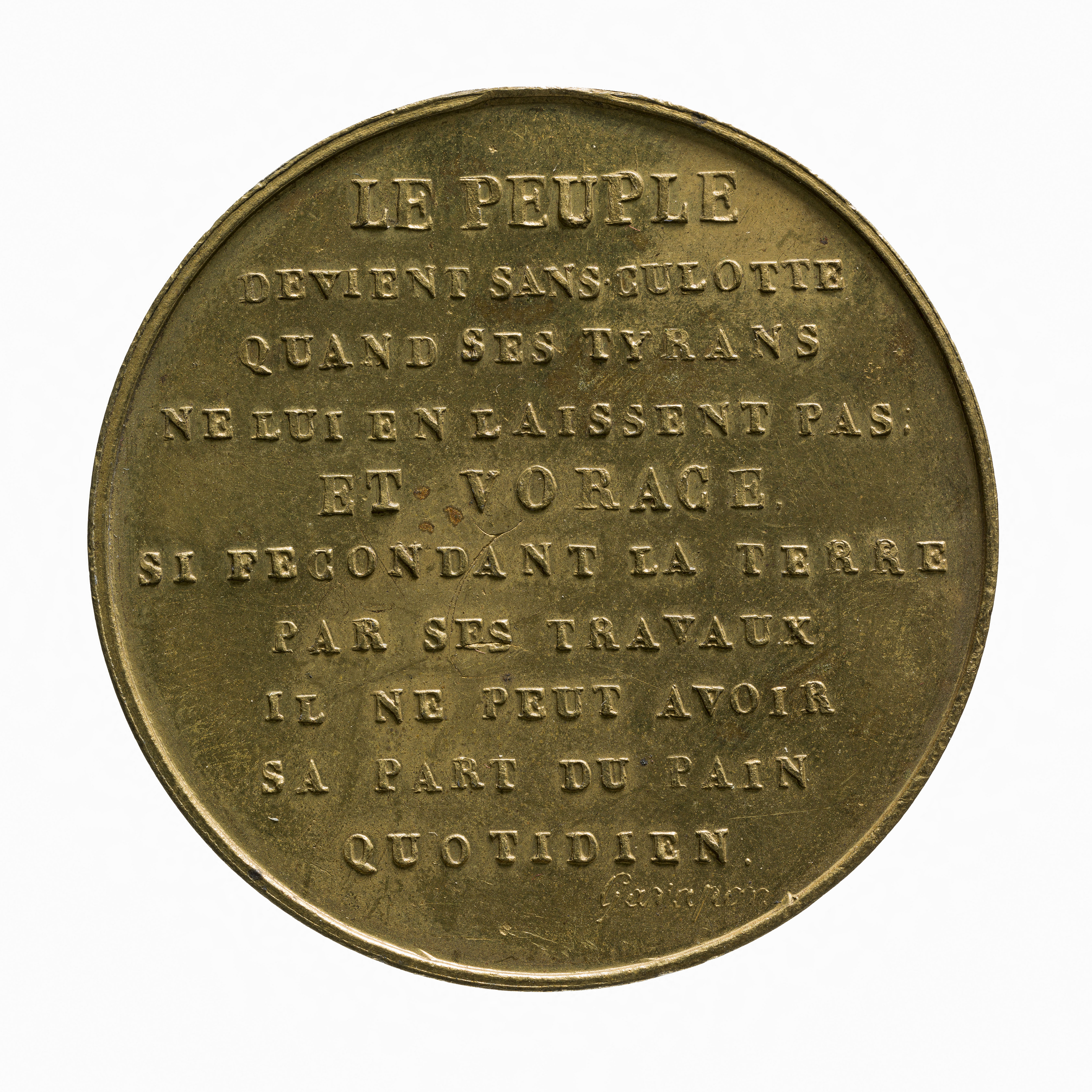
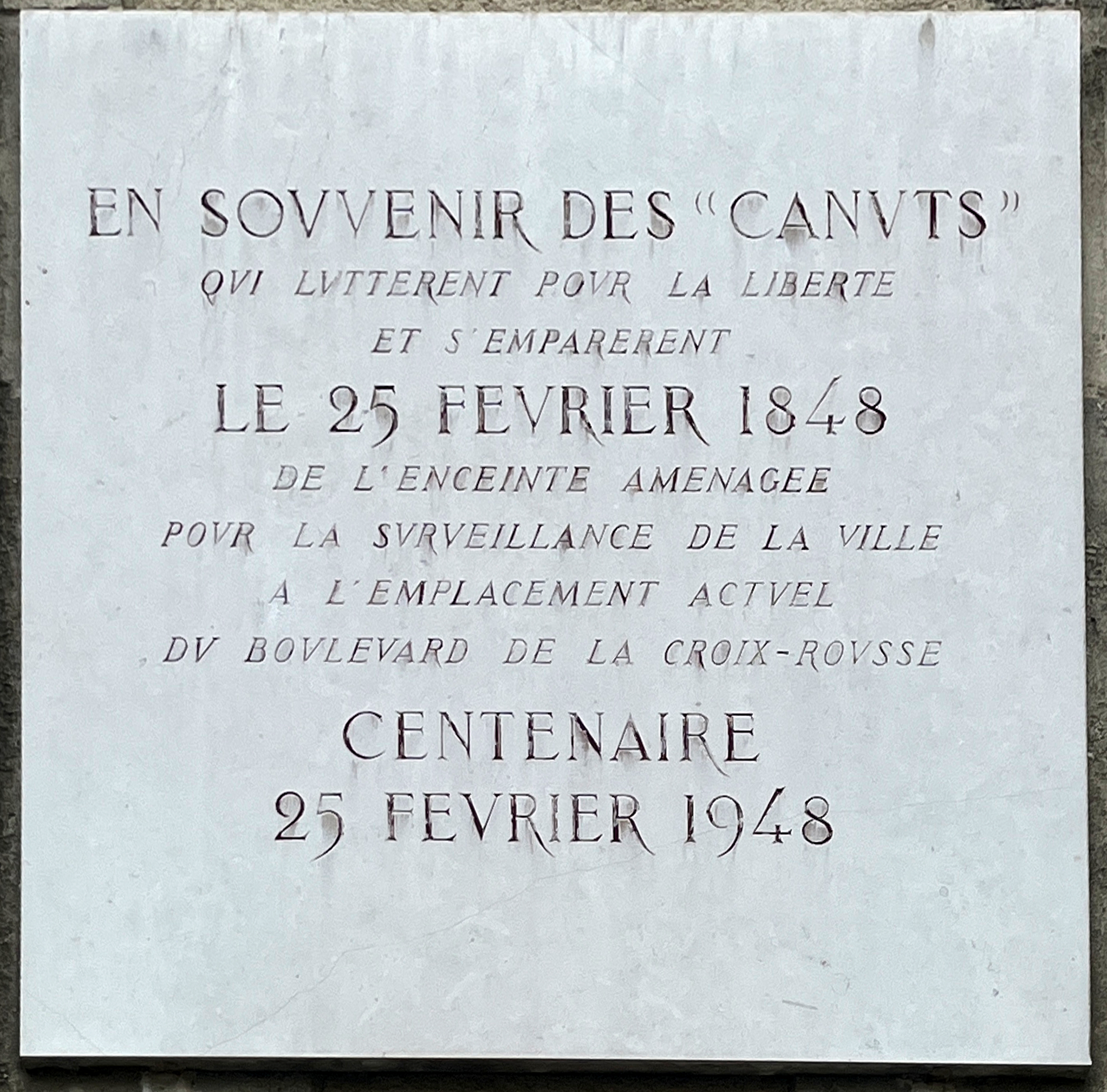
Plaque commémorative du centenaire de la révolte des canuts de 1848,  sur la façade de la mairie du 4e arrondissement.